# Mawhpa
Mah Hpa o Mawhpa fou un sub-estat xan de l'estat de Manglun. Era un petit territori situat a l'est del Salween, a la part més al sud dels dominis de l'estat, sense cap ciutat rellevant; estava regat per petits tributaris del Salween. La població era de majoria wa.